# Acanthastrea regularis
Acanthastrea regularis е вид корал от семейство Mussidae. Видът е световно застрашен, със статут Уязвим.

## Разпространение
Разпространен е в Австралия, Гуам, Индонезия, Малайзия, Микронезия, Палау, Папуа Нова Гвинея, Северни Мариански острови, Сингапур, Соломонови острови, Тайланд, Фиджи, Филипини и Япония.